# Zinkweg
Zinkweg is een buurtschap in de gemeente Hoeksche Waard in de Nederlandse provincie Zuid-Holland. Zinkweg ligt aan de gelijknamige dijk, die grens van de polders Oud- en Nieuw-Beijerland vormt. Ten noorden van de buurtschap ligt het dorp Oud-Beijerland, ten zuiden de buurtschap Vuurbaken. Zinkweg behoorde tot eind 2018 tot de gemeente Oud-Beijerland, die toen in de gemeente Hoeksche Waard opging.
In de buurtschap bevond zich tot in de jaren 1990 een school. Er is een klein sportpark met twee velden en het verenigingsgebouw van voetbalvereniging Zinkwegse Boys.
Tijdens de Duitse bezetting opereerde in de Hoeksche Waard een knokploeg met de naam Zinkweg.

## Straten in Zinkweg
- Nieuwe Zinkweg
- Ruisscheweg
- Zinkweg
- 1e Kruisweg
- 2e Kruisweg

Wijk 00: De Bosschen · De Hoogerwerf · Centrum-Noord · Centrum-Zuid · Croonenburghwijk · Landelijk gebied · Oosterse Gorzenwijk (Gorzenhoek) · Poortwijk (Poortwijk I, II en III) · Spuioeverwijk · Zeeheldenwijk · Zinkweg · Zoomwijck · Zuidwijk